# Finola Dwyer
Finola Dwyer (10 de julho de 1963) é uma produtora de cinema neozelandesa. Foi indicada ao Oscar de melhor filme na edição de 2016 pela realização da obra Brooklyn e na edição de 2010 por An Education, ao lado de Amanda Posey.

## Filmografia
- 1984: Trial Run
- 1986: Bridge to Nowhere
- 1986: Queen City Rocker
- 1987: Raglan by the Sea
- 1987: Starlight Hotel
- 1988: A Soldier's Tale
- 1994: Backbeat
- 1996: Hollow Reed
- 1997: Welcome to Woop Woop
- 1999: The Lost Son
- 2001: Me Without You
- 2003: One Love
- 2004: The Open Doors
- 2004: The Hamburg Cell
- 2005: Stoned
- 2006: Opal Dream
- 2006: Alien Autopsy
- 2006: Severance
- 2006: Tsunami: The Aftermath
- 2008: My Talks with Dean Spanley
- 2009: An Education
- 2012: Quartet
- 2012: Undefeated
- 2014: A Long Way Down
- 2015: Brooklyn
- 2015: What Our Fathers Did: A Nazi Legacy
- 2017: Our Souls at Night